# Píton (mitologia)
Píton, na mitologia grega, é uma serpente gigantesca, que nasceu do lodo na Terra após o grande dilúvio. Foi mandada por Hera para perseguir Leto. A serpente foi morta a flechadas por Apolo e seu corpo foi dividido.
O nome Pythia deriva de Pytho, o qual na mitologia foi o nome original de Delfos. O nome foi derivado do verbo pythein (πύθειν), originário da decomposição do corpo da serpente monstro Píton depois que ela foi morta por Apolo e teve seu corpo dividido.
Na juventude, Apolo matou a serpente Píton, que vivia em Delfos e tomava conta do oráculo de Têmis, e tomou o oráculo para si. Segundo outros autores, a terrível serpente Píton vivia perto da Fonte Castalian, e Apolo a matou porque Píton tinha tentado violar Leto quando se encontrava grávida de Apolo e Ártemis. Esta era a fonte que emitia os vapores que permitiam ao oráculo de Delfos realizar as profecias. Apolo matou Píton, mas teve que ser punido por isso, dado que Píton era filha de Gaia. O altar dedicado a Apolo provavelmente foi dedicado originalmente a Gaia e depois a Posídon. O oráculo nesse tempo predizia o futuro baseado na água ondulante e no sussurro das folhas das árvores.